# Itsukushima-jinja
Le sanctuaire d'Itsukushima (厳島神社, Itsukushima-jinja) est un sanctuaire shinto situé dans la ville de Hatsukaichi sur l'île d'Itsuku, dans la préfecture de Hiroshima, au Japon. Ce site est inscrit sur la liste du patrimoine mondial de l'Unesco depuis 1996. Le gouvernement japonais en a désigné plusieurs bâtiments et dépendances comme trésors nationaux. La majorité de la structure est laquée de rouge vermillon.
Ce sanctuaire est l'un des « Trois grands sanctuaires de la province d'Aki », avec le sanctuaire d'Hayatani et le sanctuaire Take. Le sanctuaire d'Hayatani et le sanctuaire d'Itsukushima avaient autrefois une cérémonie d'offrandes simultanées.

## Divinités vénérées
Les divinités vénérées sont les trois suivantes. Elles sont collectivement appelées les "Trois déesses de Munakata".
1. Ichikishimahime no Mikoto (市杵島姫命)
2. Takiribime no Mikoto (田心姫命)
3. Tagitsuhime no Mikoto (湍津姫命)

Au cours de la période de syncrétisme entre le shintoïsme et le bouddhisme, Ichikishimahime no Mikoto a été associée à la déesse bouddhiste Benzaiten, ce qui a conduit à l'intégration avec le temple voisin Daigan-ji (ja), formant un vaste complexe religieux. Aujourd'hui, Daigan-ji est considéré comme l'un des "Trois grands temples de Benzaiten du Japon".

## Situation
Le sanctuaire Itsukushima est un complexe religieux shinto situé dans la ville de Hatsukaichi sur l'île d'Itsuku, dans la préfecture de Hiroshima, au Japon. Environ 693 km, à vol d'oiseau, au sud-ouest de l'agglomération de Tokyo, il s'étend sur 431,2 ha dans une anse de la côte nord-ouest de l'île.

## Histoire

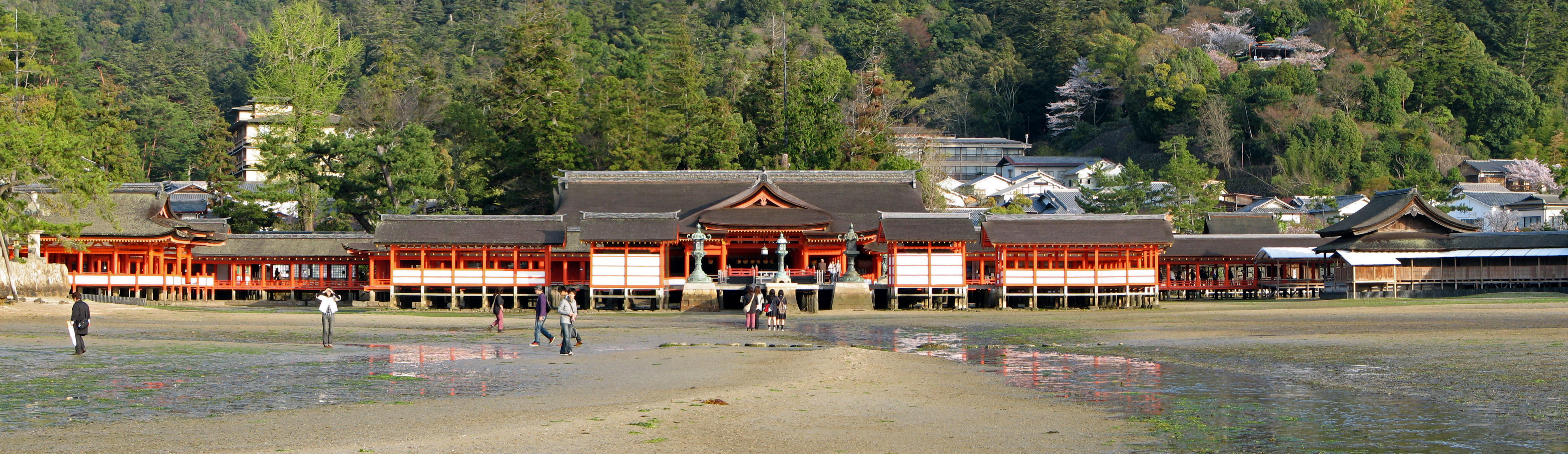
Vue à partir du torii à marée basse.

La légende attachée au lieu raconte que les trois divinités du sanctuaire sont nées lorsque la déesse du soleil Amaterasu Ōmikami et son frère Susanoo-no-mikoto, le dieu des tempêtes, ont fait un serment. Depuis l’Antiquité, ils sont révérés comme les divinités assurant le bien-être de la famille impériale, gardant la nation et protégeant les marins.
Saeki no Kuramoto, qui gouvernait l'île, fut par un corbeau divin pour faire le tour de l'île avec les divinités et décida de construire un sanctuaire. Selon un document ancien, cela a eu lieu en 593.
En 1168, Taira no Kiyomori, qui adorait le sanctuaire, le reconstruisit dans le style shinden-zukuri. Kiyomori occupant un poste des plus élevés à la cour impériale, attira de nombreuses personnalités au sanctuaire, notamment des membres de la famille impériale et des aristocrates, comme l'ancien empereur Go-Shirakawa, qui avait rejoint un ordre bouddhiste en 1174 et l'empereur Takakura prit sa retraite en mars et septembre 1180. Ils apportèrent avec eux la culture de Kyoto.
Après le régime Taira, le sanctuaire fut vénéré et patronné par le clan Genji au pouvoir, puis par Ashikaga Takauji  et Ashikaga Yoshimitsu et d'autres shoguns de la période Muromachi, et par les clans Ōuchi et Mōri pendant la période des Royaumes combattants. La construction du sanctuaire, consistant en des structures sur pilotis et des pontons, est due au statut sacré de l'île. Les visiteurs n'avaient en effet pas le droit d'y mettre pied à terre ; ils devaient, en arrivant par bateau, passer sous le torii flottant et accoster sur les pontons. Une scène de théâtre nô, également sur pilotis, se trouve à proximité du temple.

## Torii flottant

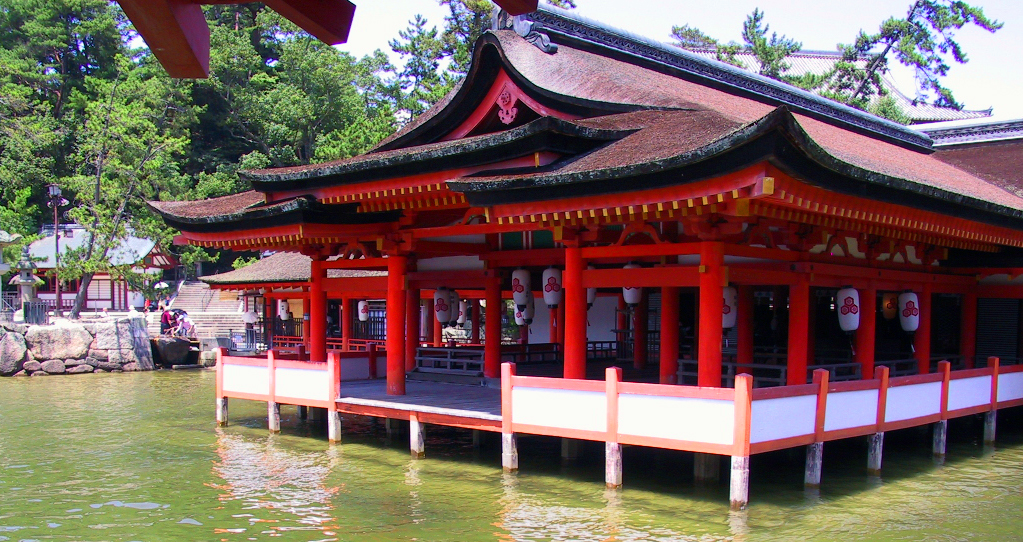
Le sanctuaire d'Itsukushima à marée haute.

Le grand torii (大鳥居) flottant du sanctuaire d'Itsukushima est l'une des attractions touristiques les plus populaires du Japon. La vue du torii avec en fond le mont Misen, est désignée comme l'une des « trois vues les plus célèbres du Japon » avec le banc de sable d'Amanohashidate et la baie de Matsushima. On l'appelle aussi « la porte du Japon ».
Le torii, qui semble flotter à marée haute, n'est accessible depuis le rivage qu'à marée basse.
Le sanctuaire est doté d'un torii depuis 1168, bien que l'actuel ne date que de 1875. Il mesure 16 mètres de hauteur et possède quatre montants (style ryōbu 両部, ou yotsuashi 四脚) afin de lui donner plus de stabilité. Pour qu'il ne pourrisse pas avec l'eau de mer, on pratique le sugekae (挿げ替え), technique qui consiste à seulement changer tous les cent ans les parties immergées.

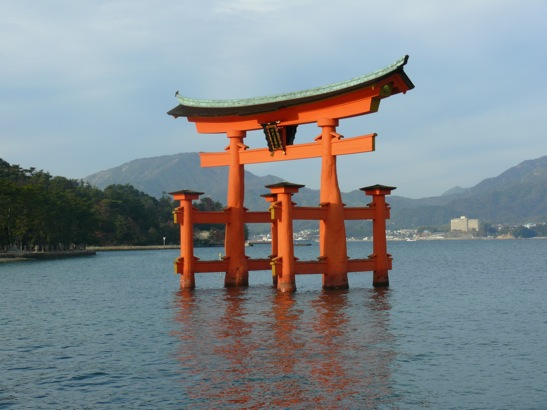
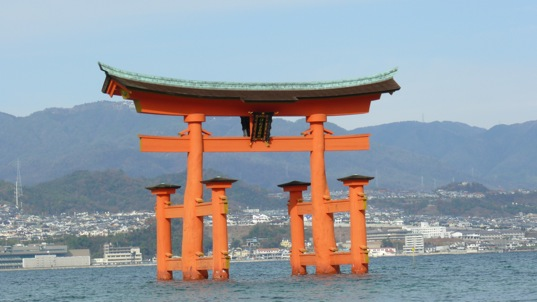
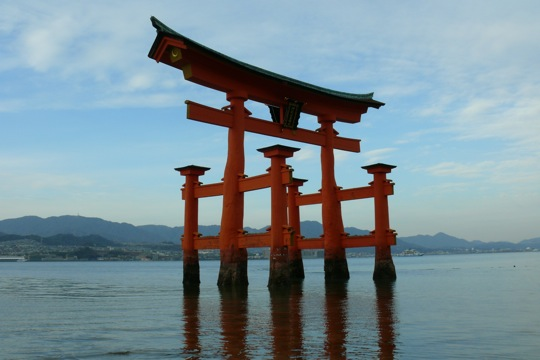
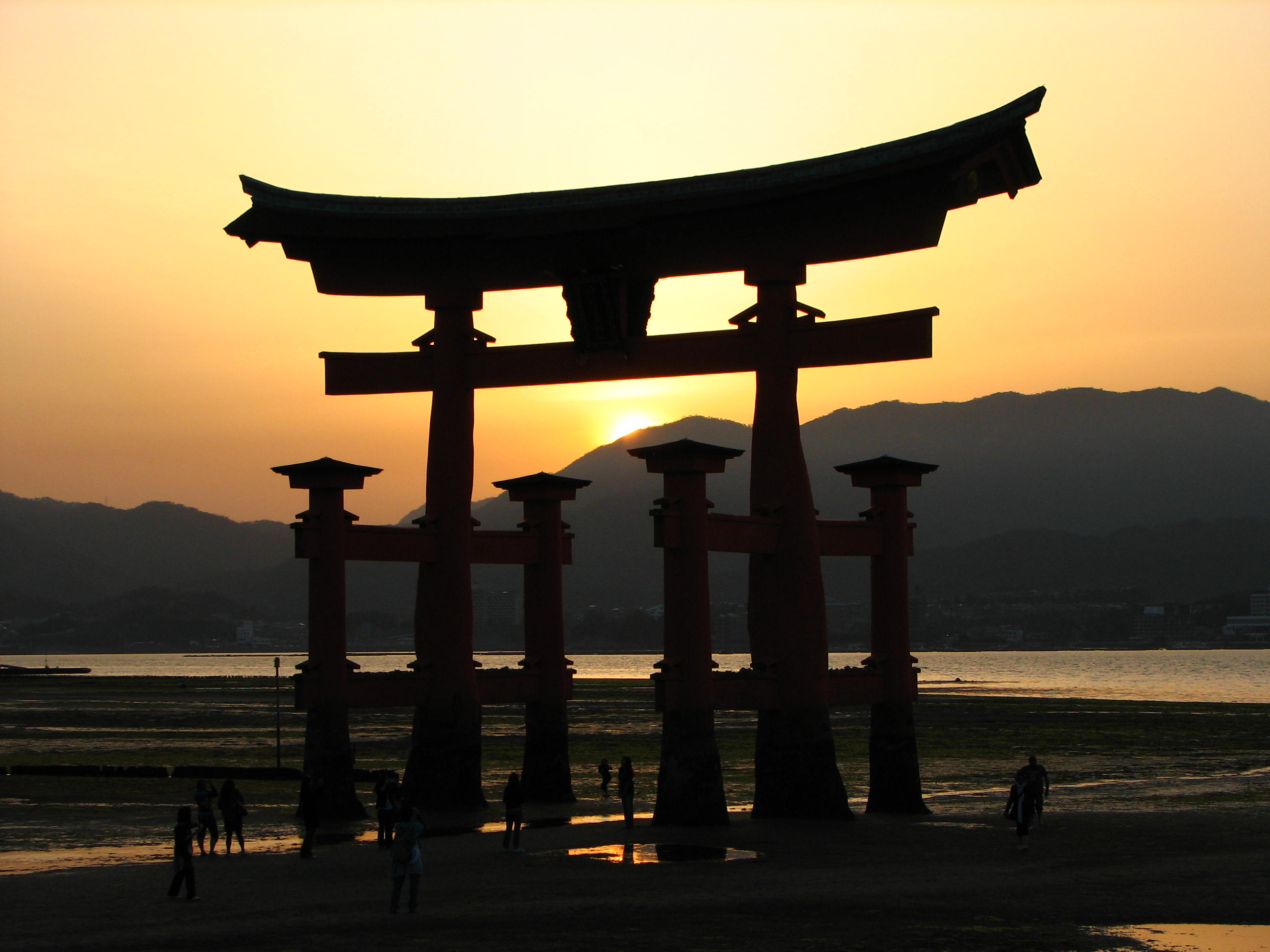
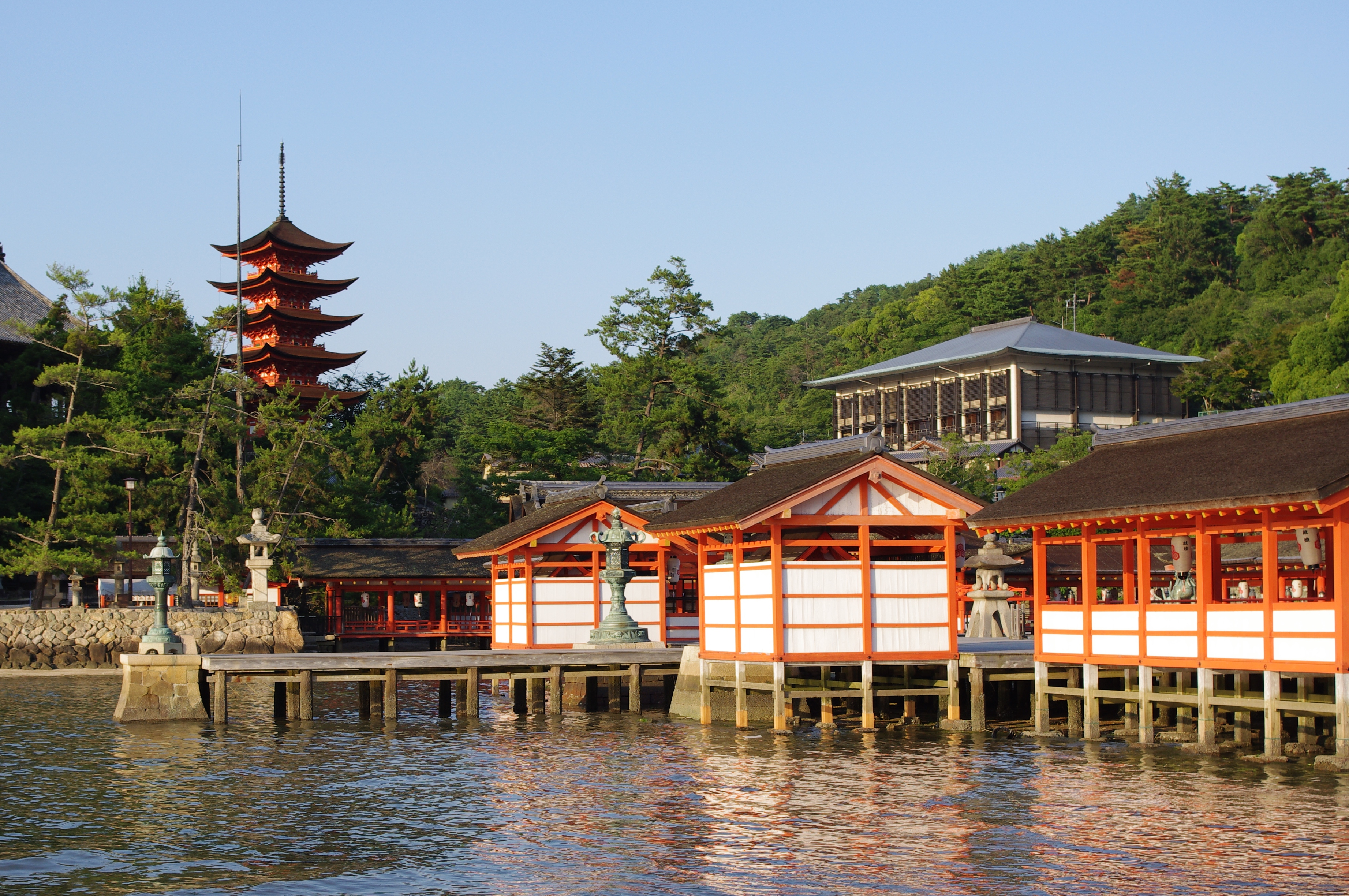

## Typhon
Le 7 septembre 2004, le typhon no 18 a causé d’importants dommages au sanctuaire. Les pontons et le toit ont été partiellement détruits, ce qui a conduit à une fermeture temporaire du sanctuaire. Les travaux de restauration ont débuté en juin 2019, se sont officiellement achevés le 18 décembre 2022. Un rituel shinto a eu lieu devant l'Otorii pour célébrer l'achèvement de trois ans et demi de réparation.

## Remarques
1. ↑  Les deux autres des "Trois grands temples de Benzaiten du Japon" sont le sanctuaire d'Enoshima à Enoshima, dans la préfecture de Kanagawa, et le sanctuaire Tsukubusuma sur l'île Chikubushima dans la préfecture de Shiga.